# Discographie d'Apink
La discographie du girl group sud-coréen Apink est composée de trois albums studios, cinq mini-albums et de quinze singles.

## Albums

### Albums studios
| Titre                                                                                       | Détails de l'album | Meilleures positions | Meilleures positions | Ventes                                     | Certifications |
| Titre                                                                                       | Détails de l'album | COR                  | JPN                  | Ventes                                     | Certifications |
| Coréen                                                                                      | Coréen | Coréen               | Coréen               | Coréen                                     | Coréen         |
| ------------------------------------------------------------------------------------------- | --- | -------------------- | -------------------- | ------------------------------------------ | -------------- |
| Une Année                                                                                   | - Date de sortie: 9 mai 2012 - Labels : A Cube Entertainment, CJ E&M Music - Formats : CD, téléchargement numérique             | 4                    | —                    | - COR: Plus de 40 028                      |                |
| Pink Memory                                                                                 | - Date de sortie : 16 juillet 2015 - Labels : A Cube Entertainment, LOEN Entertainment - Formats : CD, téléchargement numérique | 2                    | 36                   | - COR: Plus de 81 137 - JPN: Plus de 3 756 |                |
| Japonais                                                                                    | |                      |                      |                                            |                |
| Pink Season                                                                                 | - Date de sortie : 26 août 2015, - Label : Universal Music Japan - Formats : CD, téléchargement numérique                       | —                    | 5                    | - JPN: Plus de 12 624                      |                |
| "—" montre qu'aucun classement n'a été atteint ou que ce n'est pas sorti dans cette région. | |                      |                      |                                            |                |

### Extended plays
| Titre                                                                                       | Détails | Meilleures positions | Meilleures positions | Ventes                                     |
| Titre                                                                                       | Détails | COR                  | JPN                  | Ventes                                     |
| ------------------------------------------------------------------------------------------- | --- | -------------------- | -------------------- | ------------------------------------------ |
| Seven Springs of Apink                                                                      | - Date de sortie : 19 avril 2011 - Labels : A Cube Entertainment, CJ E&M Music - Formats : CD, téléchargement numérique          | 6                    | —                    | - COR: Plus de 16 365                      |
| Snow Pink                                                                                   | - Date de sortie : 22 novembre 2011 - Labels : A Cube Entertainment, CJ E&M Music - Formats : CD, téléchargement numérique       | 7                    | —                    | - COR: Plus de 25 701                      |
| Secret Garden                                                                               | - Date de sortie : 5 juillet 2013 - Labels : A Cube Entertainment, CJ E&M Music - Formats : CD, téléchargement numérique         | 2                    | 81                   | - COR: Plus de 70 734 - JPN: Plus de 3 480 |
| Pink Blossom                                                                                | - Date de sortie : 31 mars 2014 - Labels : A Cube Entertainment, LOEN Entertainment - Formats : CD, téléchargement numérique     | 2                    | 59                   | - COR: Plus de 73 940 - JPN: Plus de 6 139 |
| Pink Luv                                                                                    | - Date de sortie : 24 novembre 2014 - Labels : A Cube Entertainment, LOEN Entertainment - Formats : CD, téléchargement numérique | 1                    | 53                   | - COR: Plus de 78 562 - JPN: Plus de 4 805 |
| "—" montre qu'aucun classement n'a été atteint ou que ce n'est pas sorti dans cette région. | |                      |                      |                                            |

## Singles

### Coréens
| "I Don't Know"                                                                              | 2011 | 20 | NC | - COR: Plus de 911 946   | Seven Springs of Apink |
| "It Girl" (Remix Version)                                                                   | 2011 | 47 | NC | - COR: Plus de 425 781   | Seven Springs of Apink |
| "My My"                                                                                     | 2011 | 16 | 16 | - COR: Plus de 1 906 585 | Snow Pink              |
| "April 19"                                                                                  | 2012 | 44 | 35 | - COR: Plus de 149 514   | Une Année              |
| "Hush"                                                                                      | 2012 | 11 | 13 | - COR: Plus de 1 280 030 | Une Année              |
| "Bubibu" (Remix Version)                                                                    | 2012 | 20 | 18 | - COR: Plus de 475 454   | Une Année              |
| "NoNoNo"                                                                                    | 2013 | 3  | 2  | - COR: Plus de 1 431 796 | Secret Garden          |
| "Good Morning Baby"                                                                         | 2014 | 6  | 11 | - COR: Plus de 454 858   | Pink Luv               |
| "Mr. Chu" (On-Stage Version)                                                                | 2014 | 2  | 2  | - COR: Plus de 1 290 794 | Pink Blossom           |
| "Luv"                                                                                       | 2014 | 2  | NC | - COR: Plus de 1 182 747 | Pink Luv               |
| "Promise U"                                                                                 | 2015 | 16 | NC | - COR: Plus de 72 460    | Pink Memory            |
| "Remember"                                                                                  | 2015 | 2  | NC | - COR: Plus de 786 806   | Pink Memory            |
| "—" montre qu'aucun classement n'a été atteint ou que ce n'est pas sorti dans cette région. |      |    |    |                          |                        |

### Japonais
| "NoNoNo"                                                                                    | 2014 | 4 | 6 | - JPN: Plus de 39 217 | Pink Season |
| "Mr. Chu"                                                                                   | 2015 | 2 | 5 | - JPN: Plus de 59 460 | Pink Season |
| "Luv"                                                                                       | 2015 | 2 | 4 | - JPN: Plus de 47 100 | Pink Season |
| "—" montre qu'aucun classement n'a été atteint ou que ce n'est pas sorti dans cette région. |      |   |   |                       |             |

### Apink BnN
| Titre                                                                                       | Année | Meilleures positions | Meilleures positions | Ventes                  | Album    |
| Titre                                                                                       | Année | KOR Gaon             | KOR Hot 100          | Ventes                  | Album    |
| ------------------------------------------------------------------------------------------- | ----- | -------------------- | -------------------- | ----------------------- | -------- |
| "My Darling"                                                                                | 2014  | 22                   | 17                   | - COR: Plus de 100 271, | Pink Luv |
| "—" montre qu'aucun classement n'a été atteint ou que ce n'est pas sorti dans cette région. |       |                      |                      |                         |          |

## Autres chansons classées
| Titre                                              | Année | Meilleures positions | Album         |
| Titre                                              | Année | COR                  | Album         |
| -------------------------------------------------- | ----- | -------------------- | ------------- |
| "Cat"                                              | 2012  | 175                  | Une Année     |
| "Step"                                             | 2012  | 170                  | Une Année     |
| "Boy"                                              | 2012  | 189                  | Une Année     |
| "I Got You"                                        | 2012  | 187                  | Une Année     |
| "Up To The Sky" (하늘 높이) (feat. Yong Jun-hyung) | 2012  | 156                  | Une Année     |
| "U You"                                            | 2013  | 42                   | Secret Garden |
| "Lovely Day"                                       | 2013  | 67                   | Secret Garden |
| "I Need You" (난 니가 필요해)                      | 2013  | 127                  | Secret Garden |
| "Secret Garden"                                    | 2013  | 136                  | Secret Garden |
| "Sunday Monday"                                    | 2014  | 22                   | Pink Blossom  |
| "Fairytale Love" (사랑동화)                        | 2014  | 24                   | Pink Blossom  |
| "So Long"                                          | 2014  | 30                   | Pink Blossom  |
| "Crystal"                                          | 2014  | 32                   | Pink Blossom  |
| "Mr. Chu"                                          | 2014  | 52                   | Pink Blossom  |
| "Secret"                                           | 2014  | 14                   | Pink Luv      |
| "Wanna Be"                                         | 2014  | 37                   | Pink Luv      |
| "Not an Angel" (천사가 아냐)                       | 2014  | 39                   | Pink Luv      |
| "Love Like a Fairytale" (동화 같은 사랑)           | 2014  | 45                   | Pink Luv      |
| "Perfume"                                          | 2015  | 92                   | Pink Memory   |
| "Attracted to U"(끌려)                             | 2015  | 63                   | Pink Memory   |
| "Dejavu"                                           | 2015  | 95                   | Pink Memory   |
| "Petal" (꽃잎점)                                   | 2015  | 70                   | Pink Memory   |

### Collaborations
| Année | Chanson                                                  | Membre(s)                | Artiste(s)                     | Album                                             |
| ----- | -------------------------------------------------------- | ------------------------ | ------------------------------ | ------------------------------------------------- |
| 2011  | "Skinny Baby"                                            | Apink                    | Beast                          | Pas de sortie d'album                             |
| 2012  | "Love Day" (coréen: 러브 데이)                           | Jung Eun-ji              | Yang Yo-seob (Beast)           | A Cube for Season # Green                         |
| 2013  | "A Year Ago" (coréen: 일년전에)                          | Jung Eun-ji, Kim Nam-joo | Jang Hyun-seung (Beast)        | A Cube for Season # White                         |
| 2013  | "5! My Baby"                                             | Apink                    | Beast                          | Pas de sortie d'album                             |
| 2013  | "Short Hair" (coréen: 짧은머리)                          | Jung Eun-ji              | Huh Gak                        | A Cube for Season # Blue                          |
| 2013  | "Know We're Going to Break Up" (coréen: 헤어질걸 알기에) | Jung Eun-ji              | Huh Gak                        | Little Giant                                      |
| 2013  | "One Minute Ago"                                         | Jung Eun-ji              | Kang Ho-dong                   | Barefooted Friends OST                            |
| 2013  | "Fanta Time"                                             | Jung Eun-ji              | Lee Kwang-soo, Niel (Teen Top) | Pas de sortie d'album                             |
| 2013  | "Mini" (coréen: 미니)                                    | Apink                    | B.A.P                          | Pas de sortie d'album                             |
| 2013  | "Let's Talk About You" (coréen : 너부터 잘 해)           | Yoon Bo-mi               | M.I.B                          | The Maginot Line                                  |
| 2013  | "Christmas Song" (coréen : 크리스마스 노래)              | Apink                    | United Cube artists            | Pas de sortie d'album                             |
| 2014  | "Break Up To Make Up"                                    | Jung Eun-ji              | Huh Gak                        | A Cube for Season # Sky-Blue                      |
| 2014  | "The Best Thing I Did" (coréen: 제일 잘한 일)            | Oh Ha-young              | Jiggy Dogg                     | The Best Thing I Did                              |
| 2014  | "My Darling" (coréen: 마이달링)                          | Yoon Bo-mi, Kim Nam-joo  | Apink BnN                      | 10th Anniversary Project Part 6 By Brave Brothers |
| 2015  | "Photograph" (coréen: 사진)                              | Kim Nam-joo              | Yook Sung-jae                  | A Cube for Season # Blue Season 2                 |
| 2015  | "I Know I Know" (coréen: 알아 알아)                      | Yoon Bo-mi               | David Oh                       | Singing Begins                                    |
| 2015  | "Lovely" (coréen: Lovely해)                              | Yoon Bo-mi               | Lim Seul-ong                   | Some Guys, Some Girls OST                         |
| 2015  | "Let's Eat Together" (coréen: 밥 한 끼 해요)             | Yoon Bo-mi               | Yoon Hyun-sang                 |                                                   |

## Bande originale
| Année | Titre                                                    | Membre(s)                     | Album                     |
| ----- | -------------------------------------------------------- | ----------------------------- | ------------------------- |
| 2011  | "Let Us Just Love" (coréen: 우리 그냥 사랑하게 해주세요) | Apink                         | Protect the Boss OST      |
| 2012  | "All For You"                                            | Jung Eun-ji avec Seo In-guk   | Reply 1997 OST            |
| 2012  | "Just The Way We Love" (coréen: 우리 사랑 이대로)        | Jung Eun-ji avec Seo In-guk   | Reply 1997 OST            |
| 2013  | "One Minute Ago"                                         | Jung Eun-ji avec Kang Ho-dong | Barefooted Friends OST    |
| 2014  | "It's You" (coréen: 그대라구요)                          | Jung Eun-ji                   | Three Days OST            |
| 2015  | "Lovely" (coréen: Lovely해)                              | Yoon Bo-mi et Lim Seul-ong    | Some Guys, Some Girls OST |

## Vidéographie

### Clips vidéos
| Année | Clip vidéo                           |
| ----- | ------------------------------------ |
| 2011  | "I Don't Know" (몰라요)              |
| 2011  | "Wishlist"                           |
| 2011  | "It Girl"                            |
| 2011  | "My My"                              |
| 2011  | "Skinny Baby"                        |
| 2012  | "Love Day"                           |
| 2012  | "Hush"                               |
| 2012  | "All For You"                        |
| 2012  | "Just the Way We Love"               |
| 2012  | "Cat"                                |
| 2013  | "5! My Baby"                         |
| 2013  | "A Year Ago" (일년전에)              |
| 2013  | "Short Hair" (짧은머리)              |
| 2013  | "Fanta Time"                         |
| 2013  | "NoNoNo"                             |
| 2013  | "Secret Garden"                      |
| 2013  | "U You"                              |
| 2013  | "Mini"                               |
| 2014  | "Good Morning Baby"                  |
| 2014  | "Mr. Chu"                            |
| 2014  | "Crystal"                            |
| 2014  | "NoNoNo" (Version japonaise)         |
| 2014  | "Luv"                                |
| 2015  | "Mr. Chu" (Version japonaise)        |
| 2015  | "Promise U"                          |
| 2015  | "Luv" (Version japonaise)            |
| 2015  | "Photograph" (사진)                  |
| 2015  | "Remember"                           |
| 2015  | "Petal" (꽃잎점)                     |
| 2015  | "Let's Eat Together" (밥 한 끼 해요) |